# Gisela Dreher-Richels

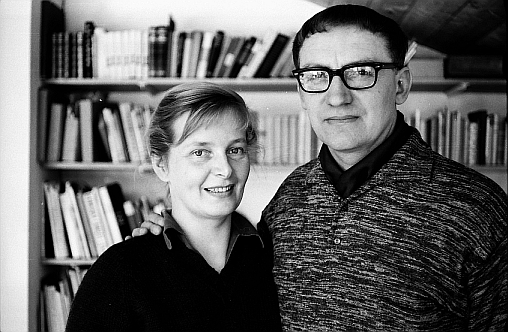
Gisela Dreher-Richels und ihr Ehemann Gerhard Dreher (1962)

Anna Gisela Dreher-Richels (* 25. Dezember 1924 in Steinau an der Straße; † 22. August 2020 in Künzelsau), war eine deutsche Bildende Künstlerin und freie Schriftstellerin.
Gisela Dreher-Richels studierte an der Staatlichen Akademie der Bildenden Künste in Stuttgart. Als bildende Künstlerin schuf sie Bildfenster für profane und sakrale Bauten sowie Handzeichnungen. Außerdem war sie freie Schriftstellerin. Sie entwickelte eine Kunsttherapie, leitete Arbeitskreise und war Mitarbeiterin der Existential-Psychologischen Bildungs- und Begegnungsstätte Todtmoos-Rütte.
Sie war mit dem Künstler Gerhard Dreher verheiratet und schuf gemeinsam mit ihm mehrere Glasbilder.   

## Veröffentlichungen
- Spur im Sand: Texte für unterwegs. Verlag am Eschbach, Eschbach 1983, ISBN 3-88671-028-9.
- Ulyssa oder die Suche nach Ithaka: Ein Logbuch. Tende Verlag, Frankfurt a. M. 1985, ISBN 3-88633-061-3.
- Meerfahrt. Logbuch der Reise nach Ithaka. Selbstverlag, Weilheim 1982.
- Licht durchs Gezweig unserer Schatten: Ein Stundenbuch.
- auch heut näher dir als du weißt. Bilder und Inbilder. Gedichte. Athena Verlag, 2. Auflage, 2006, ISBN 978-3-932740-68-8
- Augenzeugen. Edition Lichtblick, Oldenburg 2015, ISBN 978-3-7347-6298-7.